# Brauerei Vitzthum

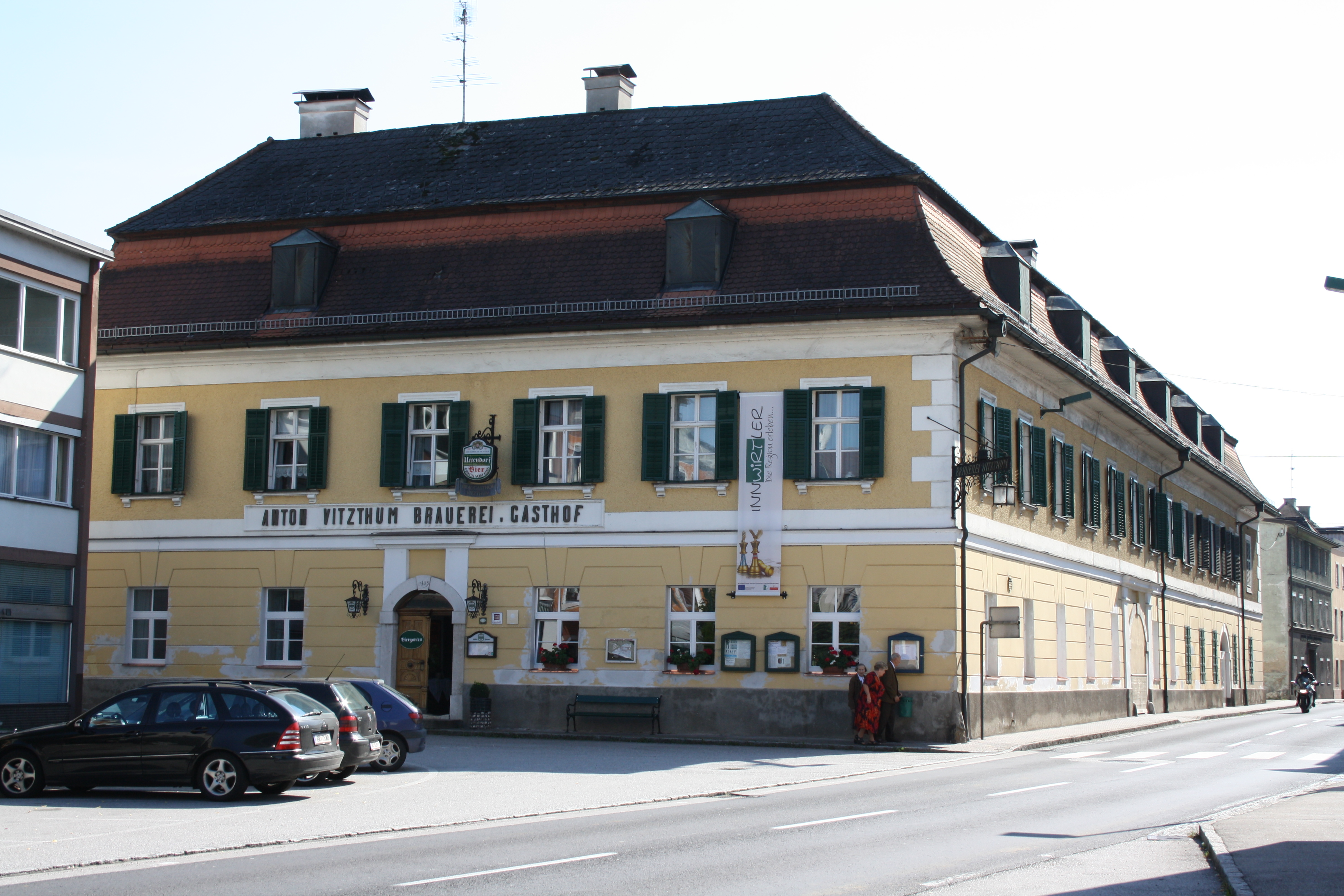
Gasthaus und Brauerei Vitzthum in Helpfau-Uttendorf

Die Brauerei Vitzthum ist eine seit 1600 bestehende Bierbrauerei aus der oberösterreichischen Gemeinde Helpfau-Uttendorf (Bezirk Braunau am Inn). Neben der Brauerei wird auch ein Braugasthof betrieben.

## Geschichte
Die spätere Brauerei Vitzthum wurde im Jahr 1600 gegründet. Als erster bekannter Besitzer gilt Mathias Finsterbauer, der Vater von 17 Kindern war und im Jahr 1792 verstarb. Sein Sohn Josef Finsterbauer verkaufte die Brauerei an Max Gramüller, der sie wiederum an Johann Gstötter verkaufte. Vor dem Marktbrand 1835 war Josef Schmerold Eigentümer der Brauerei. 1800 wurde Dominik Gerner – damaliger Bürgermeister von Uttendorf und Immobilienbesitzer – Eigentümer der Brauerei Vitzthum. Er verkaufte sie 1894/95 an Mathias Vitzthum für 80.000 Kronen. Zu diesem Zeitpunkt war auch eine weitere Brauerei in Uttendorf – die Brauerei Schmidhammer – im Besitz der Familie.
Nach dem Zweiten Weltkrieg konnten zwar noch beide Brauereien weiterbestehen, allerdings musste die Brauerei Schmidhammer im Jahr 1968 schließen. Zu diesem Zeitpunkt war die Brauerei Vitzthum noch ein Kleinbetrieb mit einem Ausstoß von 3.000 hl Mitte der 1990er konnte dieser auf 25.000 hl gesteigert werden.
1992 wurde die Brauerei an Anton Vitzthum, später an Hermann Vitzthum übergeben. Schließlich ging die Führung der Brauerei und des Gasthauses an deren Söhne Mathias und Hermann über. Auch der Onkel Helmut Vitzthum ist an der Brauerei beteiligt.

## Biersorten
Das Hauptprodukt der Brauerei Vitzthum stellt das „Uttendorfer Märzen“ dar, bekannter ist allerdings das „Uttendorfer Pils“. Außerdem wird ein Spezialbier namens „Falstaff“, sowie das „Uttendorfer Export“, das „Uttendorfer Premium“ und helles bzw. dunkles Bockbier angeboten. Seit der Jahrtausendwende sind ein helles und ein dunkles Weißbier im Sortiment. Außerdem werden noch zwei Radlersorten, ein Leichtbier, sowie unter dem Markennamen „Kristall“ verschiedene Limonaden und ein Mineralwasser hergestellt.